# Вазірабад
Вазірабад (урду / пенджаб. وزِيرآباد) — місто на північному заході Пакистану, розташоване в провінції Пенджаб. Місто є столицею округу Вазірабад (раніше техсіл округу Гуджранвала).
Вазірабад відомий як місто виробництва столових приборів, а також досить відомий своїми продуктами харчування.
Вазірабад розташований на березі річки Чинаб, майже за 100 кілометрів на північ від Лахору на Великій магістральній дорозі. Це 45 кілометрів від Сіялкоту, 30 кілометрів від Гуджранвала і близько 12 кілометрів від Гуджрата. Місто Вазірабад є штаб-квартирою колишнього техсілю Вазірабад (з 2023 року називається Вазірабадський район).

## Історія
Місто було засноване у 17 столітті Хакім Ільм-уд-діном вазір ханом, а згодом Великим візиром імператора Великих Моголів Шах-Джахана. Близько 1760 року місто було захоплене Чаратом Сінґхом, разом з іншими містами округу. Махараджа Ранджит Сінґх завоював місто у 1809 році, і призначив назимом міста свого італійського генерала Паоло Авітабіле. Він збудував абсолютно нове місто з прямим широким базаром, що пролягав через усе місто, і бічними вулицями під прямим кутом. З 1855 року Вазірабадом правив Джаррал Раджпути з раджурського роду Саман Бурдж.

### Британське панування
За часів британського правління Вазірабад був адміністративним центом старого округу Вазірабад, що розпався у 1851—1852 роках, і був місцем розквартирування військ, пізніше передислокованих у Сіялкот у 1855 році через загрозливу обстановку в цій місцевості.
Муніципалітет був створений у 1867 році, населення за переписом 1901 року становило 18 069 осіб. Дохід муніципалітету протягом наступних десяти років, становив у середньому 20 800 рупій, а витрати — 21 400 рупій. У 1903-4 роках дохід становив 20 800 рупій, головним чином від податків, а витрати — 19 200 рупій. Місто вело значну торгівлю деревиною, яка спускалася вниз по річці Чинаб з території Джамму. Ковалі Вазірабаду славилися виготовленням дрібних столових приборів, а містечко Нізамабад, розташоване за милю від міста, славилося своєю зброєю. Вазірабад був важливим вузлом на Північно-Західній залізниці, оскільки від нього відгалужувалися лінії Сіалкот-Джамму та Ляллпур. Протягом 1880-х років місцеві жителі Вазірабаду виробляли зброю та боєприпаси місцевого виробництва для британської армії та союзних військ, які використовували цю зброю під час Першої світової війни. Вироби із заліза та сталі, включаючи багнети, карпани, ножі та кинджали та інші подібні предмети, були популярні у всіх частинах Індії. У 1909 році у Вазірабаді почали створюватися промислові підприємства, і був час, коли Вазірабад вважався іконою виробництва цих виробів.
Навпроти Вазірабаду через річку Ченаб перекинуто залізничний міст Олександра, один з найкращих інженерних витворів такого роду в Індії, який у 1876 році урочисто відкрив король-імператор Едуард VII, коли він був принцом Уельським. У місті було дві англомовні середні школи, одна з яких утримувалася місією Церкви Шотландії, та державна амбулаторія.

## Навчальні інститути

### Коледжі
- Урядовий асоційований комерційний коледж, Bhattikay Road Wazirabad
- Урядовий коледж Маулана Зафар Алі Хан.
- Урядовий аспірантський коледж для жінок у Вазірабаді.
- Пенджабська група коледжів.
- Вища група коледжів.
- Група коледжів Apex.
- Група коледжів Aspire.
- Інженерно-технологічний інститут ATA.
- Коледж ILM Вазірабад.
- Коледж інформаційних технологій та комерції Ченаб.[5]
- Sir Syed College для дівчат і хлопців.
- Коледж VITAL для дівчат і хлопців.
- Медичний коледж Shahzaib Ahsan For Girls & Boys Basti Qudartabad.
- The Educators Wazirabad Campus.

## Архітектура

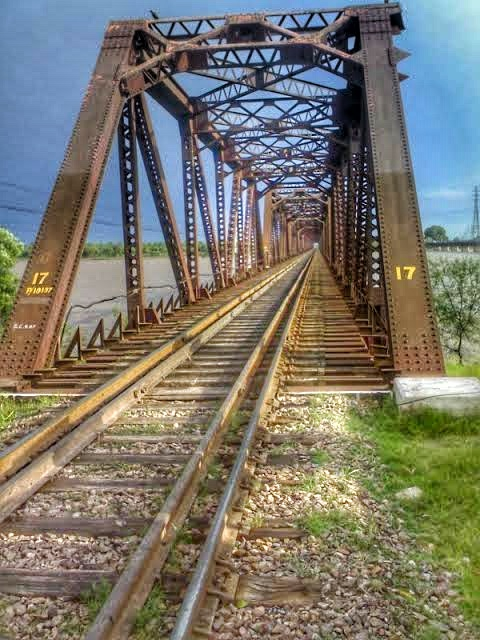
Побудований у 1878 році залізничний міст Олександра.

Побудований у британську колоніальну епоху, міст був збудований для прокладання Північної державної залізниці Пенджабу через річку Ченаб. Перша цеглина була закладена 1 листопада 1871 року, а будівництво було завершене у 1876 році, хоча пізніше, у 1878 році, були внесені необхідні зміни.

### Дак Човкі
Dak chowki (поштова станція) — старовинний пам'ятник, побудований Шер-шахом Сурі у 1542 році нашої ери. Тепер він оголошений пам'яткою, що охороняється, і планується його реставрація.

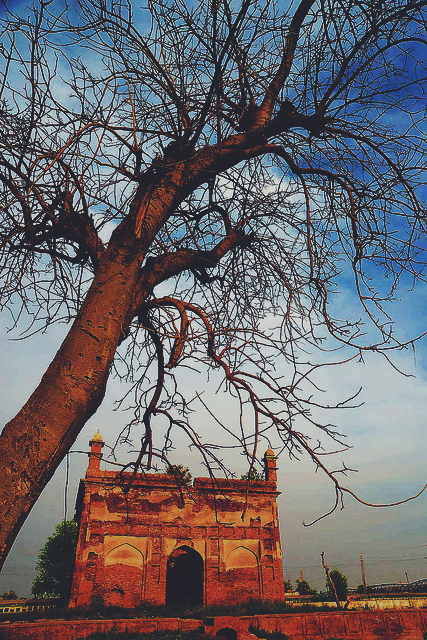
Дак Чоукі періоду Шер Шах Сурі

### Ґурдвара
У місті розташована Занедбана Ґурдвара, відома як Ґурдвара Ґурукота, збудована орденом Ранджита Сінгха в пам'ять про Ґуру Хар Ґобінда, шостого з сикхських гуру (1595—1640), який зупинявся у Вазірабаді під час своїх довгих подорожей з проповідями через Пенджаб і Кашмір. Сферичний, сегментований купол Ґурдвари Ґурукота велично здіймається над горизонтом міста і врівноважується чотирма куполами на кутах.

## Транспорт

### Автомагістралі
Вазірабад розташований уздовж національної автомагістралі N-5, яка з'єднує його з сусіднім міським районом Гуджрат на півночі та з Гуджранвалою і столицею провінції Лахор на півдні. Кілька доріг з подвійною проїжджою частиною також з'єднують місто з Гуджратом, Сіалкотом, Даскотом і Гуджранвалою.

#### Швидка автомагістраль E3
Швидкісна автомагістраль E3 або автомагістраль Кот-Сарвар-Хафізабад-Вазірабад — це швидкісна автомагістраль з контрольованим доступом, яка з'єднує національну автомагістраль N-5 у Вазірабаді з перехрестям M-2/M-4 біля Кот-Сарвара, в Пенджабі, Пакистан. E3 також з'єднує місто з техсілами у прилеглих районах.

### Залізниця
Залізнична станція Wazirabad Junction розташована в місті, яке має головну лінію 1 (ML-1) Карачі-Пешавар, відгалуження Ханевал-Вазірабад та відгалуження Вазірабад-Наровал.

## Відомі жителі
- Мухаммад Зафрулла Хан, президент Генеральної Асамблеї ООН, перший міністр закордонних справ Пакистану, президент Міжнародного суду ООН
- Абдул Маннан Вазірабаді, ісламський учений
- Фазал Ілахі Вазірабаді, ісламський учений і борець за свободу
- Хамід Насір Чатта, колишній спікер Національної асамблеї Пакистану
- Іфтіхар Чіма, суддя у відставці та член Національної асамблеї протягом трьох термінів
- Нісар Ахмед Чима, колишній генеральний директор охорони здоров'я Пенджабу та член Національної асамблеї
- Джаввад С. Кхаваджа, 23-й голова юстиції Пакистану
- Атіф Аслам, співак
- С. А. Рахман, п'ятий Головний суддя Пакистану
- Шейх Назрул Бакар, державний службовець
- Нун Мім Рашид, прогресивний поет
- Мунну Бхай, письменник
- Разія Батт, письменниця
- Крішан Чандер, письменник
- Маулана Зафар Алі Хан, письменник, поет і журналіст
- Мохаммад Абдул Гафур Хазарві: мусульманський богослов, оратор і лідер відродження
- Мазхар уль Іслам, письменник
- Раджа Мехді Алі Хан (автор текстів пісень до фільмів)
- Аллах Бахш (живописець)